# Siedlung Amnya

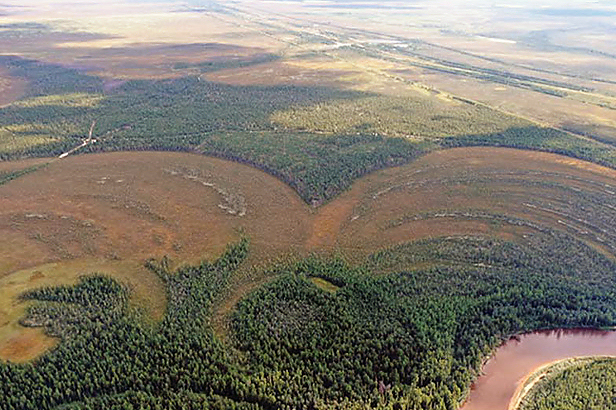
Luftbild der Siedlung Amnya am Fluss Amnja

Die Siedlung Amnya [amnʲa] (russisch Крепость Амня / Festung Amnja) war eine befestigte Siedlung von Jägern und Sammlern während des Mesolithikums am Fluss Amnja. Sie lag in der westsibirischen Tiefebene etwa 4,5 km ostsüdöstlich der heutigen Siedlung Kasym im Autonomen Kreis der Chanten und Mansen/Jugra. Die Siedlung bestand um 6000 v. Chr. und ist eine der ältesten befestigten Siedlungen der Welt sowie die nördlichste Wallanlage Eurasiens.

## Beschreibung
Die Siedlung lag in einem Gebiet der sibirischen Taiga, das bis heute kaum besiedelt ist, da die nährstoffarmen Böden nahezu keine Landwirtschaft zulassen. Die Bauten entstanden auf einem etwa 10 Meter hohen Geländesporn oberhalb einer Flussschleife der Amnja, deren Ufer in einer sumpfigen Flussaue liegen.  Die Baulichkeiten lagen in der dreieckigen Spornspitze, so dass an zwei Seiten durch abfallendes Gelände ein natürlicher Schutz gegeben war. Zur Fundstelle gehören der Fundkomplex Amnya I als befestigte Siedlung und im Abstand von 50 Meter der Fundkomplex Amnya II als offene Siedlung. In Amnya I und Amnya II konnten bisher jeweils zehn Grubenhäuser nachgewiesen werden. In Amnya I waren sie durch eine dreifache Graben-Wallanlage in der Art von Abschnittswällen geschützt. Zudem fanden sich Reste von hölzernen Palisaden. Zu den Fundstücken gehören die Reste von 45 Tongefäßen. Brandschichten im Siedlungsbereich könnten auf Überfälle zurückzuführen sein.
Die Bewohner fingen Fische im Fluss Amnja und jagten mit Speeren Elche sowie Rentiere. Die Tongefäße dienten zur Aufbewahrung von Fischöl und Fleisch. Sie führten einen Lebensstil, der auf den ergiebigen Ressourcen der Taiga beruhte.

## Forschungsgeschichte

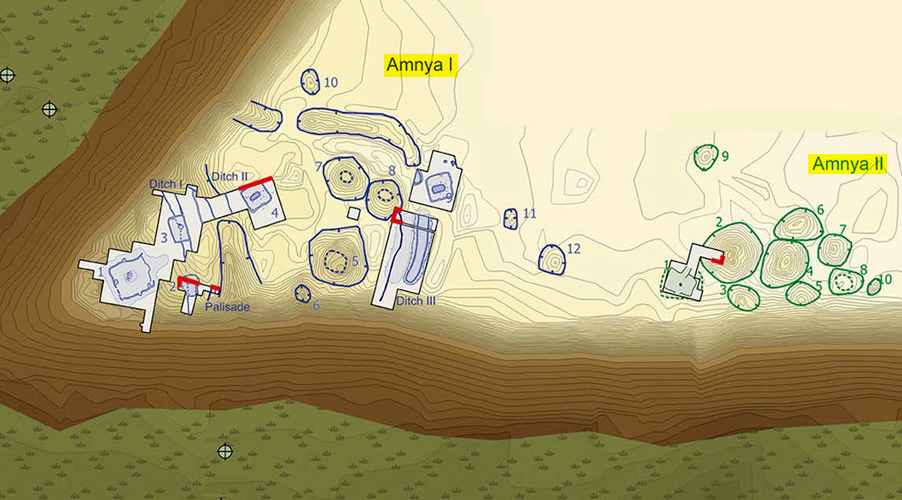
Grabungsskizze von Amnya I und Amnya II

Bei Ausgrabungen zwischen 1987 und 2000 wurden hölzerne Palisaden gefunden. Die Forschungen wurden 2019 fortgesetzt. Sie umfassten Ausgrabungen und Probenentnahmen für Radiokohlenstoffdatierungen sowie paläobotanische und stratigraphische Untersuchungen. Beteiligt waren deutsche und russische Archäologen aus Berlin, Kiel und Jekaterinburg unter der Leitung der Freien Universität Berlin. Seitens der Forscher war beabsichtigt, Daten aus Klimaarchiven zu sammeln, da sie einen Zusammenhang zwischen dem Bau der befestigten Siedlung und dem damaligen Klima vermuten. Die Zusammenarbeit der deutschen und russischen Forscher wurde jedoch nach dem russischen Überfall auf die Ukraine vom Februar 2022 aus politischen Gründen ausgesetzt.

## Bewertung
Den Forschungsergebnissen zufolge errichteten Jäger und Sammler vor etwa 8000 Jahren eine Verteidigungsanlage, um ihre dauerhafte Siedlung mit eingelagerten Ressourcen zu schützen. Dies geschah lange bevor solche Bauten in Europa oder an anderen Stellen der Welt entstanden. Die Ursache für diesen Entwicklungsschub in Sibirien vermuten die Forscher in einem Klimawechsel vor rund 8200 Jahren.
Laut den Forschern müssten frühere Annahmen, dass es in Jäger- und Sammlergesellschaften keine größeren Konflikte gab, neu überdacht werden. Die Entdeckung stelle die bisherige Vorstellung infrage, dass befestigte Siedlungen mit bäuerlichen Gesellschaften verbunden seien. Auch widerlege die Entdeckung die bisherige Annahme, dass das Aufkommen von Landwirtschaft und Viehzucht Voraussetzung für komplexe Sozialstrukturen wäre. Ebenso müssten die bisherigen Vorstellungen über eine allmähliche Entwicklung von einfachen zu komplexen Gesellschaften überdacht werden.
Die Zeitschrift Archaeology zählt die befestigte Siedlung zu den zehn wichtigsten archäologischen Entdeckungen des Jahres 2023, nachdem die Entdeckung in dem Jahr erstveröffentlicht wurde.